# Frank Pallone

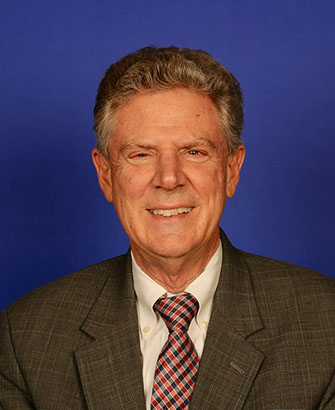
Frank Pallone (2018)

Frank Joseph Pallone Jr. (* 30. Oktober 1951 in Long Branch, Monmouth County, New Jersey) ist ein US-amerikanischer Politiker der Demokratischen Partei. Seit November 1988 vertritt er den Bundesstaat New Jersey im US-Repräsentantenhaus. Zuerst für den 3. Distrikt, seit 1993 für den 6. Distrikt.

## Werdegang
Frank Pallone besuchte bis 1973 das Middlebury College in Vermont. Danach studierte er bis 1974 an der Tufts University in Massachusetts. Nach einem anschließenden Jurastudium an der dortigen Fletcher School of Law and Diplomacy sowie an der School of Law der Rutgers University und seiner im Jahr 1978 erfolgten Zulassung als Rechtsanwalt begann er in diesem Beruf zu arbeiten.
Er ist seit 1992 mit seiner Frau Mary verheiratet.

## Politik
Politisch wurde er Mitglied der Demokratischen Partei. Zwischen 1982 und 1988 gehörte Pallone dem Stadtrat von Long Branch (New Jersey) an. Von 1983 bis 1988 saß er auch im Senat von New Jersey.
Nach dem Tod des Abgeordneten James J. Howard wurde Pallone bei der fälligen Nachwahl für den dritten Sitz von New Jersey als dessen Nachfolger in das US-Repräsentantenhaus in Washington, D.C. gewählt, wo er am 8. November 1988 sein neues Mandat antrat. Da er bei allen bisher 16 folgenden Wahlen, einschließlich der des Jahres 2024, jeweils wiedergewählt wurde, kann er sein Mandat bis heute ausüben. Seine aktuelle Legislaturperiode im Repräsentantenhaus des 119. Kongresses läuft noch bis zum 3. Januar 2027.
Seit 1993 vertritt er als Nachfolger von Bernard J. Dwyer den sechsten Distrikt von New Jersey. Er war zwischenzeitlich auch Mitglied im Committee on Natural Resources.

### Ausschüsse
Er ist aktuell Mitglied im folgenden Ausschuss des Repräsentantenhauses:
- Committee on Energy and Commerce Ranking Member